# محمد عرفه
محمد عرفه (انگلیسی: Mohammed Arafah؛ زادهٔ ۳ مارس ۱۹۹۱) یک بازیکن فوتبال اهل قطر است.